# Năm Sa Đéc
Năm Sa Đéc (1907–1988) là một nữ nghệ sĩ cải lương và tuồng Việt Nam, bên cạnh tham gia một số tác phẩm điện ảnh. Bà được biết đến là vợ sau của học giả Vương Hồng Sển.

## Cuộc đời
Năm Sa Đéc tên thật là Nguyễn Kim Chung, sinh ngày 24 tháng 3 năm 1907 tại Đồng Tháp. Bà là con thứ 5 của Nguyễn Duy Tam, một nghệ sĩ hát bội và sáng lập gánh hát bội Thiện Tiền Ban.
Tên bà được đặt theo tên Kim Chung, một nghệ sĩ hát bội nổi tiếng tại Mỹ Tho.

## Sự nghiệp
Năm 1928, bà đã bắt đầu đi hát cho một đoàn hát bội với tên Năm Nhỏ. Bà nhanh chóng trở thành một đào chánh rất nổi tiếng, qua vai Đào Tam Xuân, Lữ Phụng Tiên, Phụng Nghi Đình.
Sau này, do trùng tên với một nghệ sĩ, là con dâu của một đoàn hát, Năm Nhỏ phải đổi tên thành Năm Sa Đéc.

### Vai diễn
- Đào Tam Xuân (vai Đào Tam Xuân)
- Phụng Nghi Đình (vai Lữ Phụng Tiên)
- Tiết Giao đoạt ngọc (vai Hồ Nguyệt Cô)
- Ngũ biến báo phu cừu
- Địch Thanh
- Đoạn Tuyệt (vai bà Phán Lợi)

### Điện ảnh
- Chân trời tím (vai Má Phi)
- Lệ đá (1971)
- Sóng tình (1972)
- Con ma nhà họ Hứa (1973)
- Cho đến bao giờ (1983)
- Con thú tật nguyền (1984)
- Mùa nước nổi (1985)
- Nơi bình minh chim hót (1986)
- Phù sa (1987)

## Đời tư
Năm 1938, bà kết hôn với ông Đốc phủ sứ Đặng Ngọc Chấn, và có một cậu con trai tên Nguyễn Ngọc Đặng, sinh năm 1939. Tuy nhiên, do tư tưởng xướng ca vô loài, nên cuộc hôn nhân không thành công.
Về sau, năm 1947, bà kết hôn với học giả Vương Hồng Sển, tuy nhiên bà chưa được xem là vợ hợp pháp của chồng. Bà từng có một cậu con trai tên Vương Hồng Bảo với Vương Hồng Sển.
Có thông tin cho rằng, bà từng mở một quán hủ tiếu mang tên Bà Năm Sa Đéc tại góc đường Nguyễn Tri Phương. Tuy nhiên, theo như cháu ruột của bà, hủ tiếu Bà Năm Sa Đéc là do một người cháu, vì hâm mộ bà nên đã đặt tên quán là bà Năm Sa Đéc.

## Qua đời
Bà qua đời vào ngày 26 tháng 1 năm 1988 (8 tháng Chạp năm Đinh Mão) tại Thành phố Hồ Chí Minh sau một thời gian bạo bệnh. Thi hài của bà được đưa về an táng tại quê nhà, tại xã Tân Khánh Đông, thành phố Sa Đéc.